# Mount Janus
Mount Janus är ett berg i Antarktis. Det ligger i Östantarktis. Nya Zeeland gör anspråk på området. Toppen på Mount Janus är 2 420 meter över havet, eller 523 meter över den omgivande terrängen. Bredden vid basen är 6,7 km.
Terrängen runt Mount Janus är bergig åt nordost, men åt sydväst är den kuperad. Trakten är obefolkad. Det finns inga samhällen i närheten.